# Tylimanthus saccatus
Tylimanthus saccatus är en bladmossart som först beskrevs av William Jackson Hooker, och fick sitt nu gällande namn av William Mitten. Tylimanthus saccatus ingår i släktet Tylimanthus och familjen Acrobolbaceae. Inga underarter finns listade i Catalogue of Life.